# Концерт для віолончелі з оркестром (Шуман)
Концерт для віолончелі з оркестром ля мінор op. 129 Роберта Шумана — один з найвідоміших романтичних концертів для цього інструменту. Вважається першим романтичним віолончельним концертом.

## Історія створення
Концерт був написаний композитором протягом двох тижнів (з 10 по 24 жовтня 1850 року), невдовзі по призначенню його міським директором музики у Дюссельдорфі. Надалі Шуман постійно повертався до редагування партитури, аж до спроби самогубства 1854 року. За життя Шумана цей твір не був виконаний; прем'єра відбулася 9 червня 1860 року в Лейпцизькій консерваторії на честь 50-ї річниці від народження Шумана. Першим виконавцем концерту був Людвіг Еберт.

## Структура
Концерт складається з трьох частин, між якими немає перерви.
1. Nicht zu schnell / Не надто швидко (ля мінор)
2. Langsam  / Повільно (фа мажор)
3. Sehr lebhaft / Дуже жваво (ля мінор/ля мажор)

## Склад оркестру
Дерев'яні духові
- 2 флейти
- 2 гобої
- 2 кларнети
- 2 фаготи

Мідні духові
- 2 валторни
- 2 труби

Ударні
- Литаври

Струнні смичкові
- I та II скрипки
- Альти
- Віолончелі
- Контрабаси

## Музичний зміст
Віолончельний концерт – яскраве відображення музичного мислення Шумана у пізньому періоді його творчості: слідування класичним традиціям, відсутність бурхливих романтичних поривань. Основу музичного матеріалу складають виразні мелодії у віолончелі; роль оркестру - суто акомпануюча. Концерт в цілому позбавлений драматичності, конфлікності. Автор дав твору назву "Концертна п'єса для віолончелі із супроводом оркестру" ("Concertstueck fuer Violoncell mit Begleitung des Orchesters"), що вказує на те, що Шуман свідомо відійшов від традиційного розуміння жанру концерту.
Як і в інших концертах Шумана, перша частина починається дуже коротким оркестровим вступом, який продовжує соліст.
Друга частина – невеликий ліричний монолог віолончелі.
Третя частина – жваве рондо, що контрастує з двома першими частинами. В завершенні фіналу присутня невелика каденція (правда, із супроводом оркестру). Багато виконавців концерту замінюють каденцію Шумана на власну, хоча ніяких вказівок від автора на цей рахунок немає.
Між частинами концерту немає пауз.

## Інше
1963 року Дмитро Шостакович здійснив власну оркестровку концерту.